# Avenue of the Americas

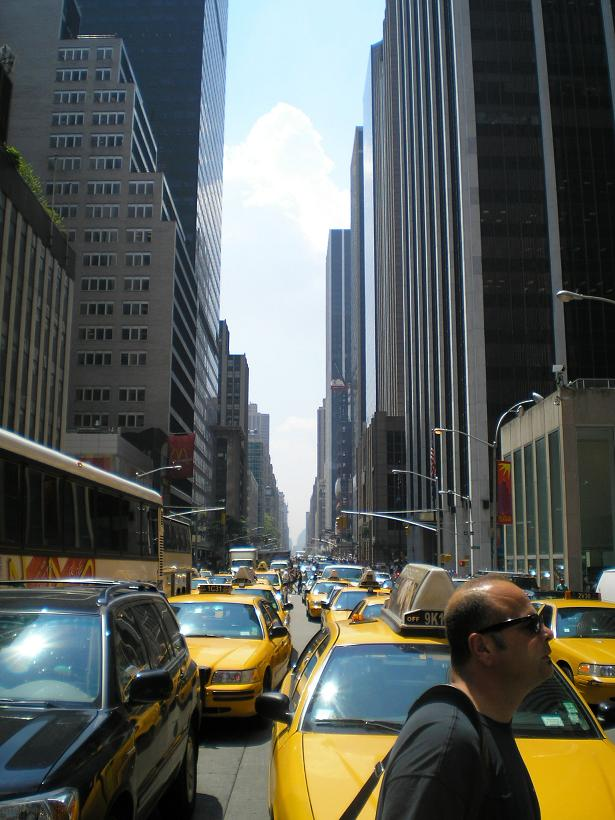
Die Avenue of the Americas, Blick von der Kreuzung 49th Street nach Süden

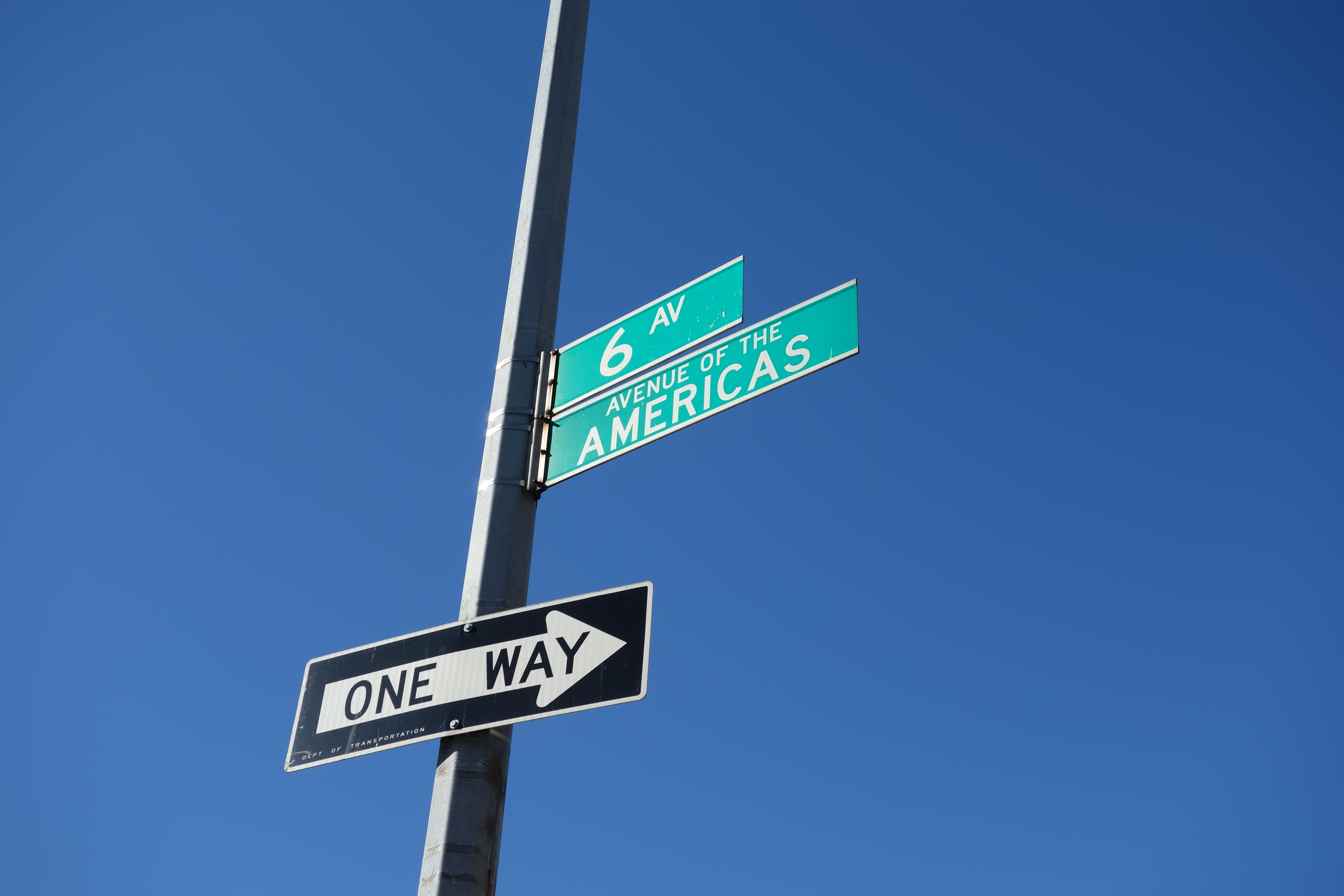
Doppelte Straßenbezeichnung

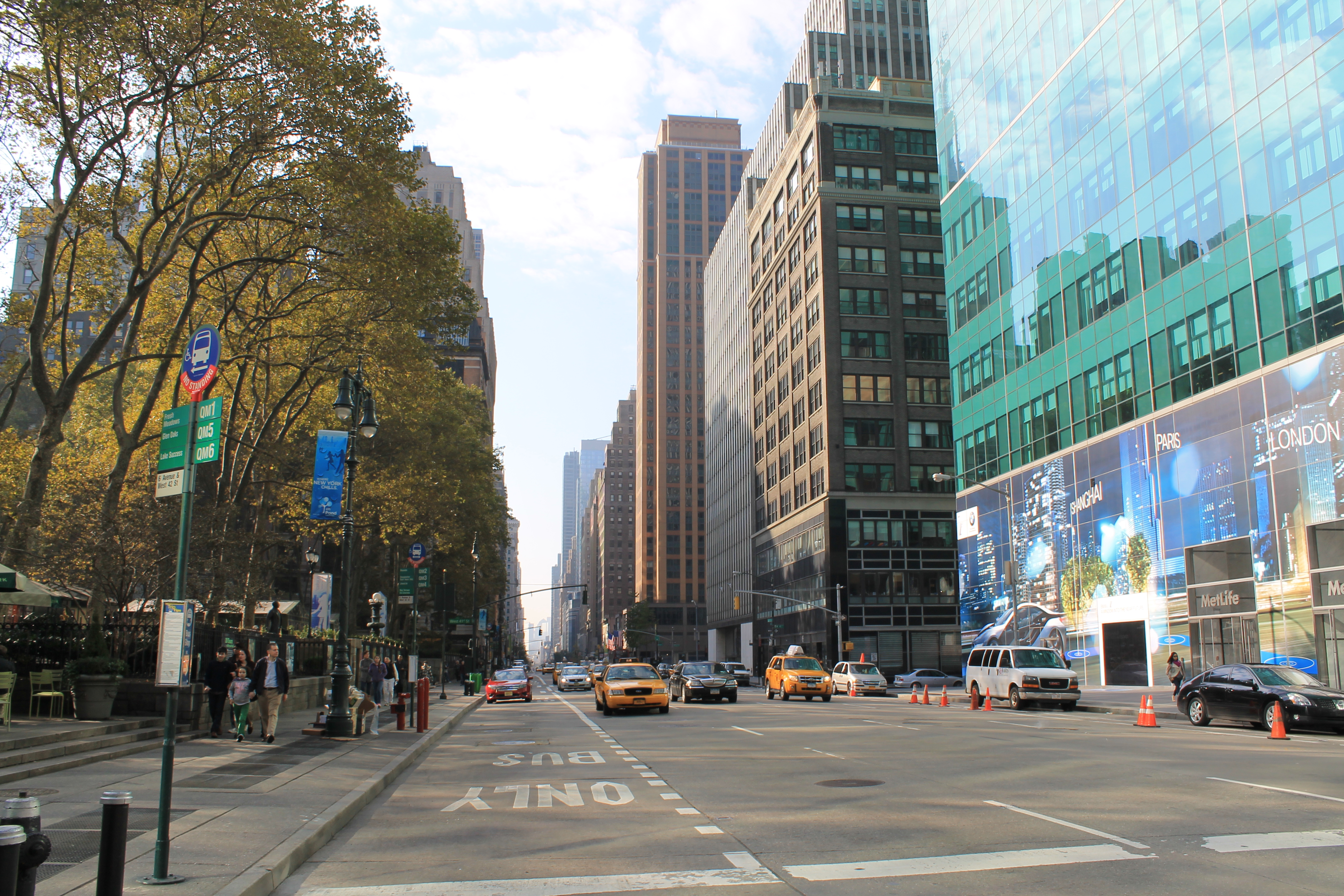
Die Sixth am Bryant Park

Die Avenue of the Americas bzw. Sixth Avenue (kurz 6th Av) im Stadtbezirk Manhattan in New York City gehört zu den bekanntesten Hauptverkehrsstraßen der Metropole. 1945 erhielt die bis dahin als Sixth Avenue bezeichnete Straße offiziell den Namen „Avenue of the Americas“. Da aber die Straße nach wie vor sowohl umgangssprachlich als auch auf offizieller Seite fast nur mit ihrem alten Namen genannt wird, sind die Straßenschilder meist mit beiden Namen versehen. Die Sixth Avenue beginnt in Lower Manhattan an der Franklin Street im Stadtteil Tribeca und endet nach sechs Kilometern in Midtown Manhattan an der 59th Street am Central Park.

## Verlauf
Die 6th Avenue verläuft wie alle Avenues in Manhattan in Nord-Süd-Richtung. In Tribeca im Süden zweigt sie bei der Franklin Street von der Church Street ab und führt durch SoHo und Hudson Square in das Künstler- und Szeneviertel Greenwich Village. Dort passiert die 6th Avenue das im neogotischen Stil erbaute und reich verzierte Jefferson Market Courthouse (heute eine Zweigstelle der New York Public Library). Weiterführend bildet sie die Grenze der Stadtteile Chelsea im Westen und Flatiron District und NoMad im Osten. Anschließend verläuft sie durch Midtown bis zum Central Park. Am Herald Square mit dem Stammhaus der Kaufhauskette Macy’s kreuzt sie den Broadway. Sie passiert weiter den Bryant Park und das achthöchste Gebäude New Yorks, den Bank of America Tower. Im oberen Abschnitt der Straße befinden sich das in den Jahren 1929 bis 1933 erbaute Comcast Building und die im Jahr 1932 eröffnete Radio City Music Hall, die beide zum Rockefeller Center gehören. Gegenüber dem Rockefeller Center stehen die in den 1960er und in den 1970er Jahren gebauten Hochhäuser im Internationalen Stil. Die 6th Avenue endet im Norden am Central Park, wo sie auf die 59th Street trifft. Dort stehen unweit am Parkeingang die Bronzestatuen von Simón Bolívar und José Martí. 
Historisch gesehen war die Sixth Avenue auch der Name der Straße, die nördlich des Central Parks weiterführte. Dieser Abschnitt wurde 1887 zunächst in Lenox Avenue und 1987 in Malcolm X Boulevard umbenannt.

## Verkehr
Die Avenue of the Americas ist eine vierspurige Einbahnstraße mit der Fahrtrichtung nach Norden. Unter der Straße verläuft die IND Sixth Avenue Line der New York City Subway, die von Manhattan nach Brooklyn führt. Auf dieser Strecke verkehren die orange gekennzeichneten B-Expresslinie,  D-Expresslinie, F-Linie und M-Linie. Stationen befinden sich an der 4th Street, an der 14th Street, am Herald Square, am Bryant Park, am Rockefeller Center und an der 57th Street. Südlich der Houston Street verkehren die A-Linie, C-Linie und E-Linie der blau gekennzeichneten IND Eighth Avenue Line mit Stationen an der Canal Street und der Spring Street. Parallel zur Sixth Avenue verläuft zwischen der 51st und 57th Street auf halber Strecke Richtung Seventh Avenue die Fußgängerzone 6½ Avenue.

## Geschichte
Der Bau der Sixth Avenue wurde im Commissioner's Plan von 1811 beschlossen. Das ursprüngliche Ende der Straße lag im Zusammentreffen mit der Carmine Street in Greenwich Village. Bereits Mitte der 1860er Jahre wurden erste Pläne diskutiert, die Straße nach Süden zu verlängern. Die Süderweiterung wurde schließlich in den 1920ern ausgeführt und sollte Entlastung für den New Yorker Innenstadtverkehr bringen.
1945 wurde der Name der Sixth Avenue von Bürgermeister Fiorello LaGuardia offiziell in „Avenue of the Americas“ geändert. Die Namensänderung geschah zu Ehren der Organization of American States. An den Laternen entlang der Avenue wurden Straßenschilder angebracht, welche die Wappen aller in der OAS vertretenen Staaten zeigen. Heute sind die meisten dieser Schilder verschwunden oder zerstört.